# Jantra (Orava)
Koordinaten: 57° 52′ N, 27° 18′ O
Jantra ist ein Dorf (estnisch küla) im Südosten Estlands. Es gehört zur Landgemeinde Võru im Kreis Võru (bis 2017 Landgemeinde Orava im Kreis Põlva).

## Beschreibung
Das Dorf hat 33 Einwohner (Stand 31. Dezember 2011).
Durch den Ort fließt der Bach Madala oja.